# جدول ترکی
جدول ترکی (کازرون)، روستایی از توابع بخش جره و بالاده شهرستان کازرون در استان فارس ایران است.خرمای کبکاب این روستا از بهترین خرماهای ایران میباشد.

## جمعیت
این روستا در دهستان جره قرار دارد و براساس سرشماری مرکز آمار ایران در سال ۱۳۸۵، جمعیت آن ۱٬۴۷۱ نفر (۳۱۱خانوار) بوده‌است.